# Patricia Litten
Patricia Litten (* 27. Juni 1954 in Luzern) ist eine schweizerisch-deutsche Schauspielerin.

## Leben
Littens Vater Rainer war ein Bruder des Rechtsanwalts Hans Litten. Der Schauspieler Rainer Litten erhielt Auftrittsverbot im NS-Staat und flüchtete über Prag und Paris in die Schweiz, wo Patricia Litten geboren wurde. Sie absolvierte zwischen 1976 und 1980 parallel in Zürich und München an der Neuen Münchner Schauspielschule ihre Schauspielausbildung. Lange Jahre war Litten festes Ensemblemitglied am Schauspielhaus Nürnberg, wo sie die großen Theaterrollen ihres Fachs spielte.
An den Städtischen Bühnen in Nürnberg trat sie unter anderem als Hermione in Ein Wintermärchen von William Shakespeare, als Fräulein Isenbarn in Der arme Vetter von Ernst Barlach, und in der Titelrolle von Maria Stuart von Friedrich Schiller auf. Außerdem spielte sie in Phädra von Racine und in Die Nibelungen von Friedrich Hebbel.
Seit 1998 ist Patricia Litten freischaffend tätig. Seitdem ist sie regelmäßig auf verschiedenen Bühnen und in Film und Fernsehen präsent. Litten gastierte unter anderem am Schauspiel Frankfurt in Der Kirschgarten von Anton Tschechow, am Schillertheater Berlin in Frau Klein von Nicolas Wright und an den Städtischen Bühnen Krefeld und Mönchengladbach.
2001 spielte sie bei den Kleistfesttagen in Frankfurt (Oder) in der Produktion Tod am Wannsee. WASSER - LIEBE - TOD Spiegelungen einer Seelenlandschaft, einer Inszenierung des gleichnamigen Theaterstücks von Henning Boëtius, die Elemente des Schauspiels, des Performancetheaters, Live-Musik und Pantomime vereint.
1985 wurde sie von der Zeitschrift Theater heute zur „Schauspielerin des Jahres“ gewählt. 2002 gewann sie den Bayerischen Theaterpreis für ihre schauspielerische Leistung in dem Melodram Enoch Arden am Theater Erlangen.
Litten arbeitet häufig als Rezitatorin bei Leseabenden und szenischen Lesungen. Gemeinsam mit dem Regisseur und Dramaturgen Johannes Blum las sie am Theater Erlangen Auszüge aus dem Briefwechsel von Paul Celan und dessen Frau Gisèle.
Sie hat einen Sohn und lebt in Nürnberg.

## Filmografie
- 2006: Abgesoffen, Regie: Anna Porzelt (als „Hannah“)
- 2006–2008: Endlich Samstag! (als „Ulrike Knolle“)
- 2010: Sommervögel, Regie: Paul Riniker (als „Lucia“)
- 2011: Gottes mächtige Dienerin, Regie: Marcus O. Rosenmüller (als „Schwester Maria“)
- 2018: Fünf Freunde und das Tal der Dinosaurier (als Blumenverkäuferin)
- 2023: Tatort: Blinder Fleck

## Hörspiele
- 1991: Adolf Schröder: Berger und Levin (Isabel Berger) – Regie: Bernd Lau (Kriminalhörspiel in sechs Teilen – NDR)